# Équipe des îles Féroé des moins de 17 ans de football
Maillots
L'équipe des îles Féroé de football des moins de 17 ans est constituée par une sélection des meilleurs joueurs féroïens de moins de 17 ans sous l'égide de la Fédération des îles Féroé de football.

## Parcours

### Parcours en Championnat d'Europe
| - 1996 : Non qualifiée - 1997 : Non qualifiée - 1998 : Non qualifiée - 1999 : Non qualifiée - 2000 : Non qualifiée - 2001 : Non qualifiée - 2002 : Non qualifiée - 2003 : Non qualifiée - 2004 : Non qualifiée - 2005 : Non qualifiée - 2006 : Non qualifiée - 2007 : Non qualifiée - 2008 : Non qualifiée - 2009 : Non qualifiée |  | - 2010 : Non qualifiée - 2011 : Non qualifiée - 2012 : Non qualifiée - 2013 : Non qualifiée - 2014 : Non qualifiée - 2015 : Non qualifiée - 2016 : Non qualifiée - 2017 : 1er tour - 2018 : Non qualifiée - 2019 : Non qualifiée - 2020 - 2021 : Éditions annulées - 2022 : Non qualifiée - 2023 : Non qualifiée - 2024 : Non qualifiée |

### Parcours en Coupe du monde
| - 1985 : Non inscrites - 1987 : Non inscrites - 1989 : Non inscrites - 1991 : Non inscrites - 1993 : Non inscrites - 1995 : Non inscrites - 1997 : Non qualifiée - 1999 : Non qualifiée - 2001 : Non qualifiée - 2003 : Non qualifiée |  | - 2005 : Non qualifiée - 2007 : Non qualifiée - 2009 : Non qualifiée - 2011 : Non qualifiée - 2013 : Non qualifiée - 2015 : Non qualifiée - 2017 : Non qualifiée - 2019 : Non qualifiée - 2023 : Non qualifiée |